# Dejbjerg Kirke
Dejbjerg Kirke er sognekirken i Dejbjerg Sogn i Skjern Provsti, Ribe Stift. Den ligger i Ringkøbing-Skjern Kommune, indtil Kommunalreformen i 2007 lå den i Skjern Kommune, og indtil Kommunalreformen i 1970 lå den i Bølling Herred (Ringkøbing Amt).

## Beskrivelse
Kor og skib er opført i romansk tid af tilhugne granitkvadre over skråkantsokkel med dobbeltrille. I korets sydmur ses en tilmuret præstedør. Syddøren er stadig i brug, norddøren tilmuret. I korets murværk mod øst ses et tilmuret romansk vindue, mod nord har man genåbnet det romanske vindue og indsat en glasmosaikrude. I sengotisk tid blev skibet forlænget mod vest med kvadre, som skulle stamme fra den nedrevne kirke i Finderup. Noget senere blev tårnet opført. Våbenhuset er ligeledes opført i sengotisk tid. I våbenhuset er opsat en romansk gravsten. På kirkegården ses endnu en romansk gravsten.
Kor og skib har flade bjælkelofter. Korbuen er bevaret med kragbånd, der har profilering og lindormeslyng på endefladerne. Alterbordet er dækket af et panel i renæssance fra omkring 1600. Altertavlen er ligeledes fra omkring 1600; i midterfeltet ses et oprindeligt maleri, som fremstiller nadveren. I koret er ophængt en messeklokke fra katolsk tid, før 1500. Prædikestolen er et snitværk i renæssance fra begyndelsen af 1600-tallet, arkadefelterne med evangelistrelieffer adskilles af mandlige og kvindelige hermer. På en vinge, som er tilføjet senere, ses et naivt billede af en konge og en præst. På herskabsstolens låger ses våben for Anders Skram og Mette Fasti samt årstallet 1641.
I tårnrummet ser man nogle ret umagelige kirkestole; her sad rakkerne under gudstjenesten bag et gitter. Rakkerne var socialt udstødte som fandtes over hele landet i 17- og 1800-tallet. De var ikke sigøjnere men danskere, for hvem det var gået skævt, helt udelukke kan man dog ikke, at der var en vis sammenblanding. Rakkerne søgte ofte til Vestjylland, hvor de kunne leve i fred på heden og udføre deres arbejde med for eksempel flåning af døde heste. Dejbjerg blev et samlingssted for rakkerne, og på kirkegården indrettede man en særlig afdeling til rakkergrave. Stedet er nu markeret på en græsplæne mod øst. Jens Langkniv var også rakker og historien fortæller, at han skjulte sig i Daugbjerg Kalkgruber. Steen Steensen Blicher har i flere af sine noveller fortalt om rakkerne og Jens Langkniv.
Den romanske granitfont har to par dobbeltløver på kummen og firkantet fod med hjørnehoveder og relieffer på siderne. Fonten er registreret i Mackeprang - Nord og Sønderjylland - Østjyske løvefonte - Den klassiske type - Låsby-Vindingegruppen.
I nærheden af kirken har man fundet de berømte Dejbjergvogne fra jernalderen, som nu kan ses på Nationalmuseet. På Dejbjerg Jernalder-museet kan man blandt andet se en kopi.

## Galleri
| - Kirkestole - Rakkerstole - Degnestolen - Præstestolen - Herskabsstole |

| - Granitudsmykning - Korbuekragsten - Skråkantsokkel med dobbeltrille, mod sydøst - Døbefont, en 'løvefont' med to løvepar på fontens fod. |

| - Alter - Alterpartiet - Alterbord fra o. 1600 - Altertavle |

| - Prædikestolen - Prædikestolen med lydhimmel - På "vingen" ses en konge og en præst - Matthæus – menneske - Markus – løve - Lukas – okse - Johannes – ørn |